# Mortal Kombat 3
Mortal Kombat 3 (рус. Смертельная битва 3) — компьютерная игра в жанре файтинг, разработанная и выпущенная компанией Midway в 1995 году. Игра впервые появилась на аркадных автоматах, а затем на домашних игровых консолях. Это третья игра в серии Mortal Kombat.
В Mortal Kombat 3 введены новые персонажи, но популярные персонажи из предыдущих игр отсутствуют. Позднее в 1995 году было выпущено обновление Ultimate Mortal Kombat 3, где присутствуют значительно больше персонажей, чем в Mortal Kombat 3. В 1996 году для домашних консолей и ПК была выпущена игра Mortal Kombat Trilogy, куда были добавлены ещё несколько персонажей.

## Сюжет
Шао Кан, проигравший Лю Кану в битве (события МК2) и уставший от поражений его слуг на турнирах против землян, начинает приводить в действие план, начало которому было положено 10000 лет назад. По его приказу Теневые жрецы, возглавляемые Шан Цзуном, должны оживить бывшую королеву Кана — Синдел, которая умерла почти сразу после захвата Каном Эдении. По замыслу Кана, Синдел должна воскреснуть не во Внешнем Мире, а на Земле, что дало право Кану открыть портал в Земное Царство и захватить планету, обойдя правила Смертельной Битвы.
Когда Синдел воскресла в Земном царстве, Шао Кан открыл портал на Землю и потребовал свою королеву. Его действия привели к тому, что Земля стала частью Внешнего Мира и души миллиардов людей мгновенно стали собственностью Шао Кана. Только несколько человек уцелело по всей планете, благодаря Райдэну, который защитил их души во время вторжения, также выжили кибер-ниндзя клана Лин Куэй, не имевшие душ. Райдэн — громовой бог, и он даёт указание выжившим — остановить Кана, но сам он не имеет права вмешиваться из-за своего статуса Защитника Земного Царства. Райдэн не имеет силы во Внешнем Мире, а Земля частично стала частью Внешнего мира.
Для уничтожения избранных воинов Шао Кан отправляет на Землю отряды истребителей под предводительством Мотаро. Защита Райдэна распространяется только на души избранных воинов, не на их тела, а это значит, что прежде, чем уничтожить Шао Кана, землянам надо постараться выжить в боях со слугами Императора.
Mortal Kombat 3 следует за Mortal Kombat II и происходит в то же время, что и Ultimate Mortal Kombat 3 и Mortal Kombat Trilogy, которые были обновлениями МК3. Следующей новой игрой серии стал Mortal Kombat 4.

## Игровой процесс
Mortal Kombat 3 усложнил систему боя из предыдущих игр серии. Одним из нововведений стала кнопка «Бег» вместе с полоской энергии «Бег». Возможность бегать в игру была введена из-за критики тех фанатов, которые считали, что игроки, предпочитающие оборонительную тактику, имели больше преимущества перед игроками, предпочитающими атаковать. Полоска энергии «Бег» расходовалась во время бега и проведения комбо, а затем быстро восполнялась.
Вторым нововведением стали «препрограммированные комбо». Такие комбо — это заранее запрограммированная разработчиками последовательность нажатий кнопок. После того, как хотя бы один удар попадёт в противника, все остальные удары в комбо становятся не блокируемыми. Некоторые комбо заканчиваются апперкотом или другим ударом, который подбрасывает противника в воздух и даёт возможность для джагглинга.
Для игроков с разным уровнем подготовки был представлен экран «Choose your Destiny» (рус. Выбери свою судьбу), который позволял выбрать определённое количество оппонентов.
Впервые некоторые уровни стали частично интерактивными. Противника можно было выкинуть апперкотом сквозь потолок и продолжить битву на другой арене. Эта возможность также позволяла изменять последовательность уровней в игре. Подбросить противника на иную арену можно было обычным апперкотом и апперкотом, который был частью комбо. Приём Кун Лао «Крутящийся вихрь» также позволял выкинуть противника на другую арену. Однако если апперкот был последним ударом в раунде, то противник не вылетал на следующую арену.
Различные типы добиваний, которые появились в МК2 (Fatality, Friendship, Babality), вернулись в третью часть серии. Также в игре появилось новое добивание — Animality (рус. Озверение), о котором долгое время ходили слухи. Во время проведения Анималити победивший противник превращался в животное, чтобы убить своего противника. Ещё одно нововведение — Mercy (рус. Пощада). Победивший игрок мог дать своему оппоненту небольшой процент здоровья и продолжить с ним бой. Mercy можно сделать только в третьем раунде и его необходимо сделать для проведения Animality. Как и в MK2, на некоторых уровнях можно применить фоновое добивание.
Ещё одна новая идея, реализованная в MK3 — это комбат-коды (англ. Kombat Kodes). Это шестизначные коды, набираемые на Versus-экране (заставка с изображением противников перед боем) в режиме для двух игроков. Коды позволяли изменять геймплей, драться со скрытыми бойцами и боссами или выводили на экран скрытые послания разработчиков. Помимо обычных комбат-кодов в игре были представлены десятизначные Ultimate Kombat Kodes, которые надо было вводить после окончания игры в режиме одного игрока. После ввода правильного кода появлялась возможность игры за секретного бойца этой части — киборга Смоука. Владельцы игровых салонов могли сбрасывать этот код, используя меню диагностики или ДИП-переключатели внутри аркадной машины.
Общий стиль игры очень сильно отличается от предыдущих игр серии. В отличие от МК1 и МК2, в которых были сильны восточные мотивы, в МК3 преобладают западные и современные темы. Арены игры располагаются в современных городских локациях, три новых персонажа являются киборгами, а традиционный дизайн некоторых персонажей (Саб-Зиро, Кано, Джакс) был полностью или сильно изменён. Игра выглядит намного мрачнее, чем вторая часть, и использует более тёмную и менее насыщенную палитру цветов. Персонажи смотрятся более реалистичными (в отличие от MK2, в котором бойцы выглядели слегка «мультяшными»). Многие арены в игре созданы впервые с использованием рендеренной 3D-графики. Изменения коснулись и саундтрека — восточные мотивы, преобладавшие в предыдущих частях игры, заменены на современную музыку.

## Персонажи

### Новые персонажи
- Сайракс (Сэл Дивита) — кибер-ниндзя из клана Лин Куэй, посланный убить Саб-Зиро;
- Сектор (Сэл Дивита) — кибер-ниндзя из клана Лин Куэй, посланный убить Саб-Зиро;
- Кабал (Ричард Дивицио) — бывший член клана «Чёрный дракон»;
- Ночной Волк (Сэл Дивита) — североамериканский индеец-шаман;
- Синдел (Лиа Монтелонго) — воскрешённая королева Эдении, находящаяся под контролем Шао Кана;
- Шива (модель, анимированная методом покадровой съёмки) — женщина из расы Шокан, телохранитель Синдел;
- Страйкер (Майкл О’Брайан) — офицер из отряда по подавлению беспорядков.

### Старые персонажи
- Джакс (Джон Парриш) — майор Специальных Сил США;
- Кано (Ричард Дивицио) — член клана «Чёрный дракон», который помогает Шао Кану в захвате Земли;
- Лю Кан (Эдди Вон) — чемпион Смертельной Битвы, который после вторжения Шао Кана на Землю оказался главной мишенью для отрядов истребителей Императора;
- Кун Лао (Энтони Маркес) — монах Шаолиня, который вместе с Лю Каном тренировал новое поколение бойцов для участия в турнире;
- Соня Блейд (Керри Хоскинс) — лейтенант Специальных Сил США;
- Саб-Зиро (Джон Тёрк) — сбежавший ниндзя из клана Лин Куэй, младший брат оригинального Саб-Зиро;
- Шан Цзун (Джон Тёрк) — главный колдун Императора Шао Кана.

### Под-босс и босс
- Мотаро (модель анимированная методом покадровой съёмки) — генерал армии Шао Кана;
- Шао Кан (Брайан Глинн, озвучен Стивом Ричи) — Император Внешнего мира.

### Секретные персонажи
- Смоук (Сэл Дивита) — кибер-ниндзя из клана Лин Куэй, бывший союзник Саб-Зиро (секретный боец, открываемый при помощи Ultimate Kombat Kode);
- Нуб Сайбот (Ричард Дивицио) — старший Саб-Зиро, ставший призраком. За него можно поиграть в версии для Sega Genesis через режим Endurance Mode, необходимо нажать вверх+Start и ещё раз нажать Start, причём это нужно сделать очень быстро (правда, чаще всего попадаются др. персонажи, в том числе и боссы. Если открыть секрет не удалось, нужно пользоваться кнопкой Reset, только на это уйдёт уйма времени) так, чтобы не было видно иконку персонажа. Однако некоторые его движения и действия приводят к зависанию игры.

## Арены
На некоторых аренах в МК3 есть фоновые добивания.
- The Subway (Метро) — противника сбивает поезд
- The Street (Улица)
- The Bank (Банк)
- The Rooftop (Крыша)
- The Balcony (Балкон)
- The Bridge (Мост)
- Soul Chamber (Палата Душ)
- Bell Tower (Колокольня) — противник проламывает полы нескольких этажей и падает на шипы
- Kombat Temple (Храм Битвы)
- The Graveyard (Кладбище)
- The Pit III (Яма 3) — противник падает на вращающиеся лезвия
- Noob’s Dorfen (Убежище Нуб Сайбота) — используется только в бою против Нуб Сайбота
- Hidden Portal (Спрятанный Портал) — используется только в бою против Смоука
- The Rooftop after Khan death (Крыша после смерти Шао Кана) — аналогична простой «Крыше», но из башни на заднем плане в небо устремляется поток душ. Используется, если пропустить битву с Шао Каном в версии для Sega при помощи кода.

В МК3 противника можно выкинуть апперкотом на другой уровень:
- The Subway → The Street
- The Bank → The Rooftop
- Soul Chamber → The Balcony

## Реакция на игру
| Иноязычные издания | Иноязычные издания            |
| Издание            | Оценка                        |
| ------------------ | ----------------------------- |
| EGM                | 8,675/10 (PS) 8,375/10 (SNES) |
| IGN                | 5/10 (PS)                     |
| Maximum            | (PS)                          |
| Next Generation    | (PC, GEN) · (PS)              |

Несмотря на то, что игра стала хитом, некоторым фанатам МК не понравилось, что из игры были исключены традиционные и популярные персонажи серии, такие, как Райдэн, Джонни Кейдж, Рептилия и Скорпион. По сути, это была первая игра серии, в которой не было разноцветных ниндзя (Саб-Зиро не считается, так как его внешность была полностью изменена по сравнению с предыдущими играми серии). Такой подход к серии оказался невостребованным фанатами игры, и поэтому воины-ниндзя вернулись в обновлении Ultimate Mortal Kombat 3. Также многим фанам не понравились новые арены для битв, которыми стали улицы, метро и другие обычные для городов места, в отличие от арен из первых двух частей игры, в которых были сильны фэнтезийные и восточные мотивы.
Некоторые персонажи из прошлых игр серии были сыграны новыми актёрами, так как актёры, игравшие в предыдущих частях, подали в суд на Мидвей. Хо Сунг Пак (Лю Кенг), Филип Анн (Шан Цзун), Элизабет Малеки (Соня), Каталин Замиар (Китана, Милина и Джейд) и Дэн Песина (Джонни Кейдж, Скорпион, Саб-Зиро, Рептилия, Смоук, Нуб-Сайбот) не принимали участия в создании МК3. Вместо них новые актёры сыграли персонажей Лю Кана (Эдди Вон), Сони Блэйд (Керри Хоскинс), Шан Цуна и Саб-Зиро (оба были сыграны Джоном Тёрком). В Ultimate Mortal Kombat 3 все мужчины-ниндзя были сыграны Джоном Тёрком, все женщины-ниндзя были сыграны Беки Гейбл. Джонни Кейджа в Trilogy сыграл Крис Александр.
Карлос Песина, который играл Райдэна в предыдущих частях игры, не принимал участия в работе над МК3 из-за участия в создании игры Tatoo Assassin, хотя всё ещё числился в сотрудниках Midway. Райдэн вернулся в Mortal Kombat Trilogy, где были использованы спрайты персонажа из МК2 и МК1.

## Портированные версии
MK3 была портирована на все основные консоли того времени: Sega Genesis/Mega Drive, SNES и PlayStation. Игра также была портирована на Game Boy и некоторые другие портативные игровые системы.
Чтобы МК3 поместилась на картридж для Game Boy, игру пришлось сильно урезать. В эту версию попали только девять из пятнадцати бойцов (Кано, Соня, Саб-Зиро, Сайракс, Сектор, Шива, Синдел, Кабал и Смоук) и всего лишь пять уровней. В этом порте также не было комбо, Мотаро, и никаких других добиваний, кроме Fatality и Babality. Шао Кан использует свои приёмы из МК2. Несмотря на то, что игра получила рейтинг М (Mature), эта версия МК3 не включала в себя такого количества жестокости и насилия, как другие версии игры, хотя были сохранены Фаталити со сжиганием оппонента. Графика МК3 на Game Boy считается очень хорошей, с плавной анимацией и большим вниманием к деталям, в отличие от предыдущих портов МК на этой консоли.
Также существовала и версия МК3 для Game Gear, которая никогда не была выпущена на территории США. Игра была выпущена только в Европе и Японии и является большой редкостью. Новая, запакованная версия игры может быть найдена на интернет-аукционах по цене 90 долларов. Эта версия почти такая же, как и версия для Game Boy, но с несколькими значительными отличиями: есть кровь и жестокость, игра не чёрно-белая, а цветная, также в ней есть Нуб-Сайбот в качестве скрытого персонажа. Также существовала версия для Sega Master System, почти идентична версии для Game Gear, хотя этот порт был выпущен только в Бразилии фирмой «Тек Той», дистрибьюторои продуктов Sega в этой стране.
Существует две версии МК3 для ПК. Первой была версия для MS-DOS, которая является уникальным портом МК3, непохожим ни на одну другую версию игры. Этот порт очень близок по своему геймплею к аркадной версии, а также обладает хорошей анимацией, звуковыми эффектами и графикой. В этой версии также есть секретный аудиотрек, на котором диктор читает сюжет МК3 задом-наперёд. Второй версией игры для ПК стала версия для Windows, которая по сути была прямым портом МК3 с Sony PlayStation.
МК3 для Windows и PlayStation стали основой для версии Ultimate Mortal Kombat 3 на Sega Saturn.
Планировалась версии для Atari Jaguar и 3DO Interactive Multiplayer, первая была готова на 89 % и должна была издаваться Atari Corporation, а вторая — компанией Panasonic.
МК3 также появилась в сборниках Midway Arcade Treasures 2 (GameCube, PlayStation 2, Xbox), Midway Arcade Treasures Deluxe Edition (ПК, эта версия включает в себя фильм о создании игры), Midway Arcade Treasures: Extended Play (PSP).